# Caroline John
Caroline Frances John (York, 19 settembre 1940 – Londra, 5 giugno 2012) è stata un'attrice britannica.

## Biografia
Il suo ruolo più noto è quello di Elizabeth "Liz" Shaw nella nota serie televisiva di fantascienza Doctor Who che ha ricoperto solo nella settima stagione nel 1970, per poi tornarvici nello special del 1983, oltre a comparire in vari audiodrammi.

## Filmografia

### Cinema
- Raising a Riot, regia di Wendy Toye (1955) (non accreditata)
- The King's Breakfast, regia di Wendy Toye (1963) (cortometraggio)
- Assassin, regia di Peter Crane (1973)
- Il filo del rasoio (The Razor's Edge), regia di John Byrum (1984)
- La storia di Babbo Natale (Santa Claus: The Movie), regia di Jeannot Szwarc (1985)
- Link, regia di Richard Franklin (1986) (non accreditata)
- P.R.O.B.E.: The Zero Imperative, regia di Bill Baggs (1994)
- Breach of the Peace, regia di Bill Baggs (1994)
- The Woodlanders, regia di Phil Agland (1997)
- Post Mark Lick, regia di Sonia Bridge (2003) (cortometraggio) (voce)
- Love Actually - L'amore davvero (Love Actually), regia di Richard Curtis (2003)

### Televisione
- Teletale – serie TV, episodio 1x01 (1963)
- Much Ado About Nothing – film TV (1967)
- The Power Game – serie TV, episodio 3x10 (1969)
- The Doctors – serie TV, 8 episodi (1971)
- Poliziotti in cilindro: i rivali di Sherlock Holmes (The Rivals of Sherlock Holmes) – serie TV, episodio 1x07 (1971)
- Omnibus – serie TV, episodio 5x22 (1972)
- Z Cars – serie TV, episodio 7x55 (1972)
- Love Story – serie TV, episodio 10x11 (1973)
- The Roses of Eyam – film TV (1973)
- Crown Court – serie TV, episodi 2x127-2x128-2x129 (1973)
- The Hound of the Baskervilles – miniserie TV, episodi 3-4 (1982)
- Enemies of the State – film TV (1983)
- Doctor Who – serie TV, 26 episodi (1970-1983)
- A Pattern of Roses – film TV (1983)
- A Dorothy L. Sayers Mystery – serie TV, episodi 1x08-1x09-1x10 (1987)
- A Perfect Spy – miniserie TV, episodio 1 (1987)
- Colpo di stato all'inglese (A Very British Coup) – miniserie TV, episodi 1-2 (1988)
- Dramarama – serie TV, episodio 6x12 (1988)
- Casualty – serie TV, episodio 3x03 (1988)
- A Day in Summer – film TV (1988)
- Poirot (Agatha Christie's Poirot) – serie TV, episodio 1x07 (1989)
- The Woman in Black – film TV (1989)
- Wish Me Luck  – serie TV, 5 episodi (1990)
- Chancer – serie TV, episodio 1x04 (1990)
- Harry Enfield's Television Programme – serie TV, 4 episodi (1990)
- London's Burning – serie TV, episodio 5x08 (1992)
- Metropolitan Police (The Bill) – serie TV, episodi 2x03-8x104-9x81 (1985-1993)
- Doctor Who: Dimensions in Time – film TV (1993)
- The House of Eliott – serie TV, episodio 3x09 (1994)
- The Memoirs of Sherlock Holmes – miniserie TV, episodio 2 (1994)
- The Choir – miniserie TV, episodi 1-2-4 (1995)
- EastEnders – serial TV, 1 puntata (1995)
- It Could Be You – film TV (1995)
- Testimoni silenziosi (Silent Witness) – serie TV, episodi 1x05-1x06 (1996)
- In Suspicious Circumstances – serie TV, episodio 5x05 (1996)
- Kiss & Tell – film TV (1996)
- Dangerfield – serie TV, episodio 3x10 (1996)
- L'ispettore Barnaby (Midsomer Murders) – serie TV, episodio 3x02 (2000)
- Vital Signs – serie TV, episodio 1x05 (2006)
- Doctors – serial TV, puntata 10x56 (2008)